# Primavera Sound 2022
El festival de música Primavera Sound 2022 se celebró del 2 al 12 de junio de 2022 en el Parque del Fórum, en Barcelona y San Adrián de Besós, España. El festival contó con un formato de dos fines de semana en los que se duplicó la capacidad de los años anteriores. Entre fines de semana, Primavera a la Ciutat tuvo lugar en diferentes salas de conciertos y discotecas del centro de Barcelona. 
Entre los artistas que actuaron en el festival se encuentran Beck, Dua Lipa, Gorillaz, Interpol, Jorja Smith, Lorde, Megan Thee Stallion, Nick Cave and the Bad Seeds, Phoenix, Tame Impala, The National, The Strokes, Tyler, the Creator y Yeah Yeah Yeahs.
Durante los siete días del festival asistieron 460.500 personas, de las cuales el 65% eran extranjeros, mayoritariamente del Reino Unido. El festival tuvo un impacto económico muy grande en la ciudad, con cada espectador gastándose una media estimada de 1.423 euros.

## Historia
El primer cartel de la edición del 2022 del Primavera Sound se anunció en enero de 2020. Sin embargo, debido a las restricciones impuestas por la Generalidad de Cataluña y el Ministerio de Sanidad Español referentes a la evolución de la pandemia del COVID-19 y las restricciones de agrupaciones sociales, el festival tuvo que ser pospuesto hasta agosto de 2020. Entre los artistas confirmados para esta edición se encontraban Lana Del Rey, Massive Attack, The National, King Princess, Young Thug, Brockhampton, The Strokes, Kacey Musgraves, Tyler, the Creator y Bad Bunny.
Con la reprogramación del festival muchos artistas cancelaron, mientras otros se incorporaron al cartel como Gorillaz, Doja Cat, Charli XCX y Rina Sawayama. Finalmente, en marzo de 2021, el festival se reprogramó nuevamente para el verano de 2022, confirmando el cartel definitivo.

## Programación
Los artistas principales están listados en negrita. Artistas listados en orden de programación de más tarde a más temprana.

### Estrella Damm
| Jueves, 2 de junio de 2022                                           | Viernes, 3 de junio de 2022                              | Sábado, 4 de junio de 2022      |
| -------------------------------------------------------------------- | -------------------------------------------------------- | ------------------------------- |
| Bad Gyal Tame Impala Kacey Musgraves Él Mató a un Policía Motorizado | Jamie xx The National Fontaines D.C. Gabriela Richardson | GorillazJorja SmithFerran Palau |

| Jueves, 9 de junio de 2022                                           | Viernes, 10 de junio de 2022                                         | Sábado, 11 de junio de 2022                            |
| -------------------------------------------------------------------- | -------------------------------------------------------------------- | ------------------------------------------------------ |
| Tyler, the CreatorGorillazKhruangbin Él Mató a un Policía Motorizado | Run the Jewels The Strokes Brittany Howard Triángulo de Amor Bizarro | Megan Thee StallionTame ImpalaJorja SmithSoleá Morente |

### Pull&Bear
| Jueves, 2 de junio de 2022     | Viernes, 3 de junio de 2022 | Sábado, 4 de junio de 2022                                          |
| ------------------------------ | --------------------------- | ------------------------------------------------------------------- |
| PavementCharli XCX Joey Bada$$ | Caribou Beck Manel          | Tyler, the CreatorNick Cave and the Bad SeedsEinstürzende Neubauten |

| Jueves, 9 de junio de 2022            | Viernes, 10 de junio de 2022          | Sábado, 11 de junio de 2022        |
| ------------------------------------- | ------------------------------------- | ---------------------------------- |
| Dua LipaInterpolAmyl and the Sniffers | M.I.A. Lorde Hurray for the Riff Raff | PhoenixYeah Yeah YeahsAntònia Font |

### Binance
| Jueves, 2 de junio de 2022                                           | Viernes, 3 de junio de 2022                                        | Sábado, 4 de junio de 2022                           |
| -------------------------------------------------------------------- | ------------------------------------------------------------------ | ---------------------------------------------------- |
| Big Freedia Cigarettes After Sex Sharon Van Etten Les Savy Fav Rombo | King Gizzard & the Lizard Wizard Warpaint Amaia Weyes Blood Cariño | Beach House Bauhaus Black Country, New Road Low Enny |

| Jueves, 9 de junio de 2022                        | Viernes, 10 de junio de 2022                                                      | Sábado, 11 de junio de 2022                         |
| ------------------------------------------------- | --------------------------------------------------------------------------------- | --------------------------------------------------- |
| Bad Gyal Metronomy Ride Dry Cleaning Alex Cameron | Remi Wolf The Jesus and Mary Chain Courtney Barnett Sampa the Great Nueva Vulcano | Sen Senra Angèle Sky Ferreira Shellac Genesis Owusu |

### Cupra
| Jueves, 2 de junio de 2022                                              | Viernes, 3 de junio de 2022                                                                     | Sábado, 4 de junio de 2022                                                   |
| ----------------------------------------------------------------------- | ----------------------------------------------------------------------------------------------- | ---------------------------------------------------------------------------- |
| Myd (Live) DJ Shadow Fred again.. Yo La Tengo Dinosaur Jr. Faye Webster | MARICAS & ISAbella Mogwai Rigoberta Bandini Little Simz Wet Leg Beach Bunny Los Hermanos Cubero | Dave P. Disclosure Idles King Krule María José Llergo Les Amazones d'Afrique |

| Jueves, 9 de junio de 2022                                                        | Viernes, 10 de junio de 2022                                     | Sábado, 11 de junio de 2022                                    |
| --------------------------------------------------------------------------------- | ---------------------------------------------------------------- | -------------------------------------------------------------- |
| Bad Boy Chiller Crew Bicep Playboi Carti Slowdive Squid Future Utopia Agoraphobia | Danny L Harle Nicola Cruz The Smile Giveon Marina Herlop Tarquim | DJ Coco DJ Seinfeld Jessie Ware Mogwai Celeste Angel Bat Dawid |

### Plenitude
| Jueves, 2 de junio de 2022                                                          | Viernes, 3 de junio de 2022                                                                                  | Sábado, 4 de junio de 2022                                                   |
| ----------------------------------------------------------------------------------- | --- | ---------------------------------------------------------------------------- |
| Kampire & Decay Black Midi 100 gecs The Armed Amaarae Richard Dawson & Circle Carla | Young Marco Mainline Magic Orchestra Earl Sweatshirt Parquet Courts Shellac Helado Negro Chaqueta de Chándal | Leon Vynehall Shame DIIV Caroline Polachek Jawbox Tim Burgess Porridge Radio |

| Jueves, 9 de junio de 2022                                                             | Viernes, 10 de junio de 2022                                                                     | Sábado, 11 de junio de 2022                                                                              |
| -------------------------------------------------------------------------------------- | ------------------------------------------------------------------------------------------------ | --- |
| Moonchild Sanelly Mdou Moctar A. G. Cook Big Thief Jay Electronica Ferran Palau Casero | Unai Muguruza Special Interest Yeule IC3PEAK Stella Donnelly Cautious Clay Apartamentos Acapulco | Altın Gün Molchat Doma Viagra Boys Fred again.. Rolling Blackouts Coastal Fever The Weather Station Pond |

### Ouigo
| Jueves, 2 de junio de 2022                                                                   | Viernes, 3 de junio de 2022                                                                              | Sábado, 4 de junio de 2022                                          |
| -------------------------------------------------------------------------------------------- | --- | ------------------------------------------------------------------- |
| Otoboke Beaver Black Lips Carolina Durante Gustaf The Linda Lindas Aiko el grupo Verde Prato | Lightning Bolt Iosonouncane Jehnny Beth Za! & la TransMegaCobla Tropical Fuck Storm Pond Pinpilinpussies | Boy Harsher Biscuit Napalm Death Abbath Automatic 107 Faunos Guineu |

| Jueves, 9 de junio de 2022                                                 | Viernes, 10 de junio de 2022                                                 | Sábado, 11 de junio de 2022                                                                                       |
| -------------------------------------------------------------------------- | ---------------------------------------------------------------------------- | --- |
| Mujeres High on Fire Working Men's Club Pile Chill Mafia Rata Negra Bikökö | Senyawa Dorian Electra Priya Ragu The Murder Capital Tops Menta Marta Knight | Oranssi Pazuzu Derby Motoreta's Burrito Kachamba Gaahls Wyrd Confeti de Odio Arooj Aftab Renaldo & Clara Da Souza |

### Tous
| Jueves, 2 de junio de 2022                                                  | Viernes, 3 de junio de 2022                                                                   | Sábado, 4 de junio de 2022                                                      |
| --------------------------------------------------------------------------- | --------------------------------------------------------------------------------------------- | ------------------------------------------------------------------------------- |
| Soto Asa Hannah Diamond Let's Eat Grandma Rina Sawayama Shygirl Mabel Oklou | Mano Le Tough Lorenzo Senni Kaydy Cain Pabllo Vittar Paloma Mami Mariah the Scientist Le Nais | Stingray 313 (Live) Squarepusher Alizzz Duki Slowthai Dreamcatcher Die Katapult |

| Jueves, 9 de junio de 2022                                                                    | Viernes, 10 de junio de 2022                                                        | Sábado, 11 de junio de 2022                                                                                       |
| --------------------------------------------------------------------------------------------- | ----------------------------------------------------------------------------------- | --- |
| 2manydjs Charli XCX King Gizzard & the Lizard Wizard Ashnikko Cazzu Griff Gracey Jensen McRae | Black Coffee Grimes (DJ set) Burna Boy Chet Faker Rigoberta Bandini Khea Maeve CMAT | Daniel Avery (Live) Jhay Cortez Nicki Nicole Mura Masa Caterina Barbieri Sad Night Dynamite La Zowi Paranoid 1966 |

### Dice
| Jueves, 2 de junio de 2022                                                        | Viernes, 3 de junio de 2022                                                              | Sábado, 4 de junio de 2022                                        |
| --------------------------------------------------------------------------------- | ---------------------------------------------------------------------------------------- | ----------------------------------------------------------------- |
| Honey Dijon DJ Fra Carista Kareem Ali Call Super B2B Shanti Celeste Ivy Barkakati | Jeff Mills Oscar Mulero BlawanAurora Halal (Live) Stingray 313 (Live) Nídia Violet Neska | Ben Ufo Sangre Nueva DJ Playero Kamma & Masalo DJ Harvey Norsicaa |

| Jueves, 9 de junio de 2022                                                                    | Viernes, 10 de junio de 2022                                                                | Sábado, 11 de junio de 2022                                                                          |
| --------------------------------------------------------------------------------------------- | ------------------------------------------------------------------------------------------- | --- |
| Mall Grab Haai John Talabot I. Jordan Prospa Sofia Kourtesis Gilles Peterson Sonido Tupinamba | VTSS SPFDJ Sama' Abdulhadi Wata Igarashi (Live) Efdemin Marco Shuttle Mary Anne Hobbs Stein | Goldie Sherelle B2B Tim Reaper Special Request Craig Richards B2B Nicolas Lutz Romy Acemoma (DJ set) |